# ソンゴトゥ
ソンゴトゥ（満洲語: ᠰᠣᠩᡤᠣᡨᡠ、ラテン文字転写：Songgotu、漢字：索額図、? - 1703年）は、清の康熙期の重臣。孝誠仁皇后の叔父。満洲正黄旗の出身。ヘシェリ氏。

## 生涯
ソニンの三男。康熙6年（1667年）にソニンが死去すると、オボイが反対派を粛清して専横を振るうようになった。康熙8年（1669年）、康熙帝はソンゴトゥと謀り、モンゴル相撲にかこつけてオボイを捕らえた。ソンゴトゥは国史院大学士となり、翌年に保和殿大学士となった。さらに内大臣、議政大臣などに任じられ、ミンジュ（納蘭明珠）らと権力を競った。康熙28年（1689年）にはロシアとの間でネルチンスク条約の締結に当たった。その際にはイエズス会の宣教師が通訳として活躍していたことを考え合わせ、天主教（基督教）を公認させることに尽力し、礼部を説得して康熙31年(1692年)にはキリスト教の解禁を実現している。その一方、三藩問題では宥和を唱え、また立儲問題の際に胤礽（孝誠仁皇后の遺子）を支持し、康熙帝の怒りを買った。
康熙40年（1701年）に致仕したものの、翌年には皇家の内訌を助長した首謀者として巡幸先の徳州に召喚され、無期懲役に処せられた。翌年（1703年）、失意のうちに死去した。

## 登場作品
- 武俠小説『鹿鼎記』
- テレビドラマ『康熙王朝』